# Mikrofon

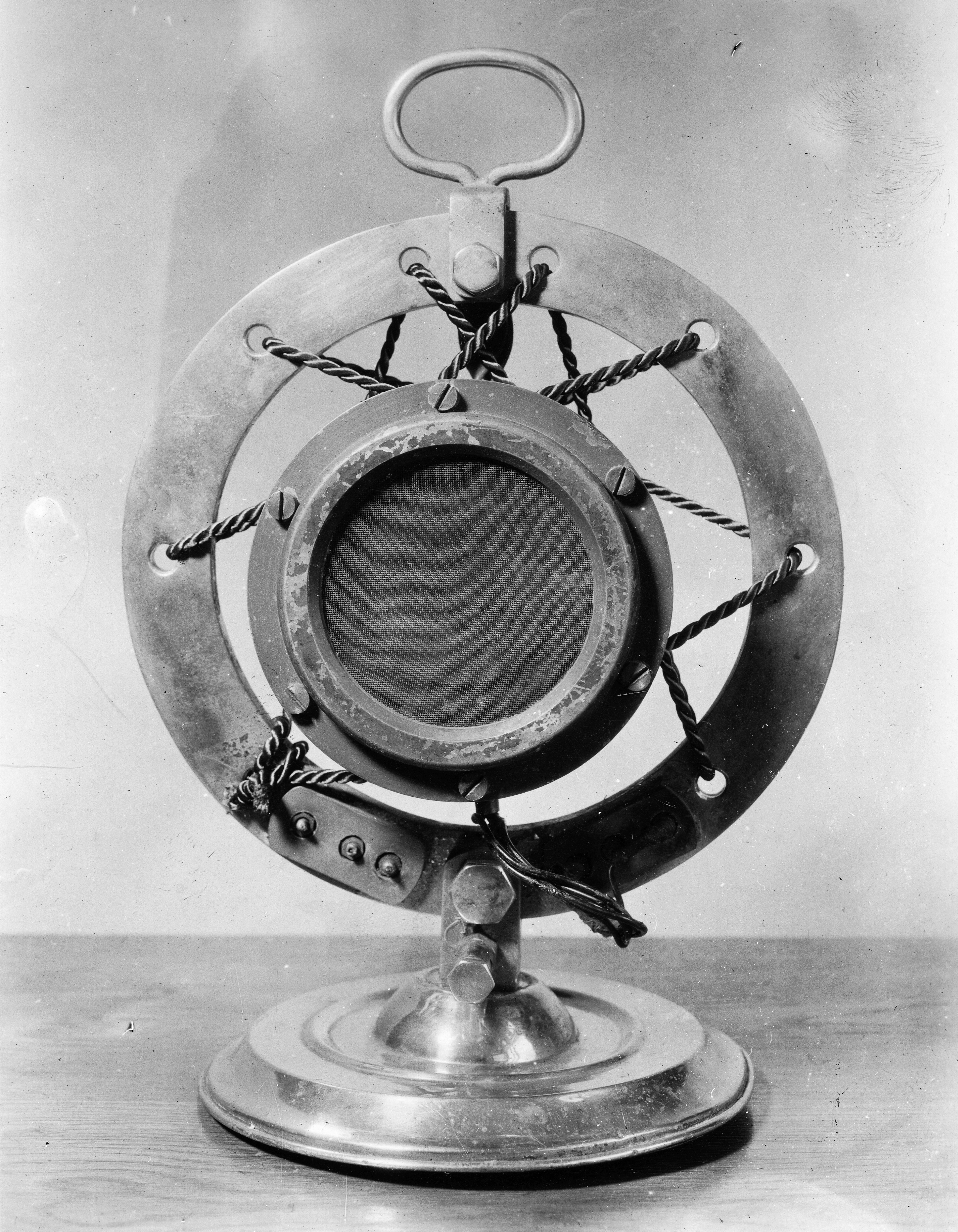
A csehszlovák rádió indulásának ipartörténeti emléke egy eredeti rádiómikrofon az 1920-as évek végéről

A mikrofon egy elektroakusztikai átalakító. Célja a fizikai közegben (jellemzően a levegőben) terjedő hangrezgések átalakítása elektromos jellé. Az elektromos jeleket felerősítik, azt vagy hangszóró alakítja vissza hanggá, vagy az elektromos jeleket rögzítik valamilyen eljárással, későbbi lejátszás céljából. Legyen szó bármilyen mikrofonról, egy közös vonása van mindnek, a tényleges munkavégzést a benne található membrán végzi. Ennek milyensége, anyaga igen változó, készülhet papírból, műanyagból, alumíniumból, kristályból stb. egyaránt. Ha a membrán hanghullámokkal érintkezik, igen apró rezgéseket végez, s e vibrálásokat alakítja elektromos jellé. A vízben terjedő hang átalakítására szolgáló eszköz neve hidrofon.

## Története
Sok feltaláló próbálkozott egyszerű mikrofon építésével, de az első (indukciós) mikrofont Alexander Graham Bell találta fel. 1876 októberében Thomas Alva Edison fedezte fel az első gyakorlatban is alkalmazható szénmikrofont.

## Technológia szerinti csoportosítás

### Nyomásmikrofon
Felépítésének lényege, hogy a rezgő membrán mögött zárt tér található. Ennek következtében a membránt csak az egyik oldalról érik hanghullámok. Készülhet bármilyen technológiával (dinamikus, kondenzátor, stb...)

### Sebességmikrofon
E mikrofonfajta házának eleje és háta egyaránt nyitott, a membránt mindkét oldalról érik hanghullámok. Az első és hátsó megnyitás közötti távolság következtében a hullámok előbb érik el az első, mint a hátsó oldalt, a membrán két oldala között nyomáskülönbség lép fel. Készülhet bármilyen technológiával (dinamikus, kondenzátor, stb...)

### Szénmikrofon

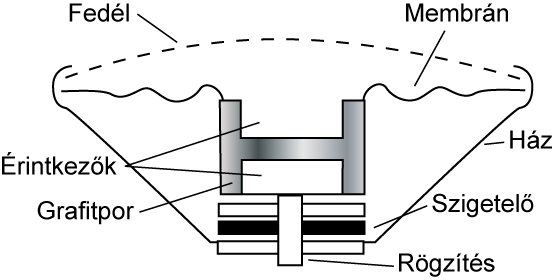
Kontaktmikrofon

A membrán mozgása elektromos ellenállás változását hozza létre. A vezetékes telefon készülékekben nagy tömegben gyártott, olcsó szén-(kontakt)-mikrofonokat használtak. Elvileg ez egy egyenáramú feszültségforrásra kapcsolt változó ellenállás. Az ellenállás változás a membránra jutó hangnyomás hatására lép fel. A középen elhelyezkedő laza szemcséjű szénporhoz (később grafit) két, aranyozott elektróda érintkezik. Az alsó elektróda szigetelten a fémházhoz van erősítve, míg a felső a membránnal együtt mozog. A szénszemcsék közötti átmeneti ellenállás a mozgás ütemében változik. Az ellenállás a kitérésnek nemlineáris függvénye, ezért a mikrofon torzítása nagy. Széles körű elterjedését az aktív, nagy jelet eredményező működésének köszönheti.

### Dinamikus mikrofon

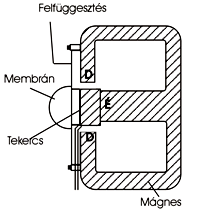
Dinamikus mikrofon

Igen elterjedt típus, népszerűségét jellemzői miatt vívta ki, miszerint nem igényel külön áramellátást, jó tervezés esetén strapabíró, és felhasználási lehetőségei nagyon széles körűek. Nagy hangerejű környezetben, zajban is megállja helyét. A dinamikus mikrofonok lelke egy elektromágneses tekercs.
Felépítésében hasonlít a dinamikus hangszóróhoz, vagy a dinamikus fejhallgatóhoz. Egy rugalmas felfüggesztésű műanyag membránhoz kisméretű, gyűrű alakú tekercs van erősítve, amely a hanghullámok hatására a membrán mikroszkopikus rezgést, mozgást végez, a tekerccsel együtt. A gyűrű alakú tekercs állandó mágneses térben mozog, aminek hatására a tekercsben a mozgásállapot változásaival arányos feszültség indukálódik (az elektromágneses indukció elvén). A tekercs végpontjairól az indukált váltakozó feszültség elvezethető és felerősíthető. A dinamikus mikrofon a membrán és a tekercs tehetetlensége miatt igen kis jelfeszültséget szolgáltat, mindössze néhány tized mV˗ot, érzékenysége meglehetősen csekély, így elsősorban hangosítási, illetve közel mikrofonozást igénylő alkalmazásoknál használják (pl. hangosítás, ének˗felvétel, stb.).
A mágnes˗kör és a membrán a mikrofonházban helyezkedik el, amelyet elölről védőrács zár le. A zárt ház megnyitásával, a rácsméret alkalmas megválasztásával és még járulékos akusztikus elemek beiktatásával viszonylag széles sávú, de meglehetősen egyenetlen frekvenciamenetű, tetszőleges iránykarakterisztikájú mikrofon alakítható ki.

### Kondenzátormikrofon

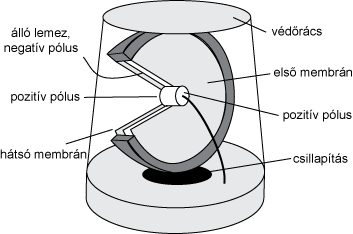
Kondenzátormikrofon

Nevében is jelzett az átalakítási metódus, a műveletet egy kondenzátor illetve kondenzátorként funkcionáló elem végzi. Az ilyen mikrofonok működéséhez a kapszulát illesztő áramkör miatt áramellátás szükséges. A rögzített hang természetesebb hangzású a dinamikus mikrofonok által rögzítettnél.
Az érzékenységük nagyobb, mint a dinamikus mikrofonoknak, ezért gyakran használják nagyobb terek (színpad, zenekar, kórus) hangosításához, de ének- vagy hangszermikrofonként is használják.

### Kristálymikrofon

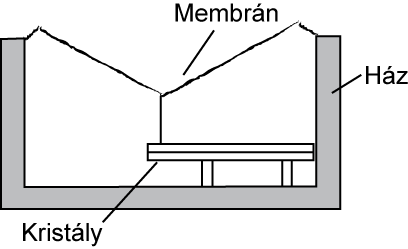
Kristálymikrofon

A piezoelektromos hatás elvén alapul. Alapja egy speciális kristály, amelyen két fegyverzetet alakítanak ki. A kristályt mechanikusan terhelve a fegyverzeten feszültségváltozás keletkezik. A keletkezett jel nem terhelhető, impedanciája több megaohm (néhány helyen „megohm”-ként írva) is lehet. Ma már alig használják ezeket, stúdiótechnikában pedig egyáltalán nem.

### Szalagmikrofon (Ribbon)

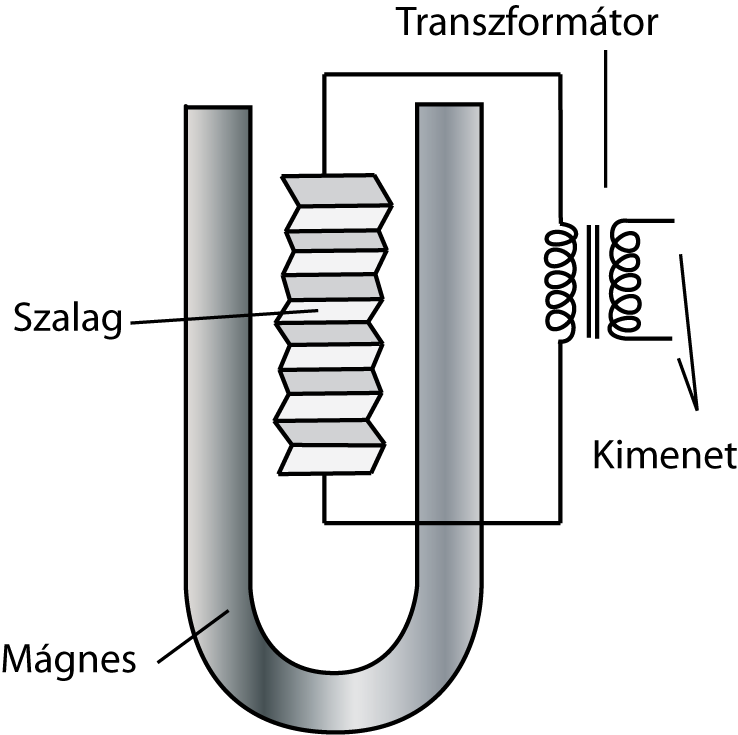
Szalagmikrofon

A szalagmikrofon egy erős mágnesből és a mágnes résében egy 2˗5 mikron vastagságú, 3˗4 mm széles és különböző hosszúságú alumínium˗szalagból áll. Rendkívül érzéketlen mikrofon.
Manapság egyre inkább kezd újra elterjedni, mivel nagy hangerejű hangszórók elé is kiválóan alkalmazható. Másrészt pedig ennek a hangátalakítónak is megvan a maga jellegzetes hangzása, és ezért a ma gyártott szalagmikrofonok újabb lehetőségeket nyújtanak a hangmérnököknek.

## Csatlakozás
A professzionális mikrofonok kimenetén papa XLR-3 csatlakozó van. A kondenzátor mikrofonok vagy XLR-3 csatlakozóval vannak szerelve, vagy egyes karakterisztika váltós készülékek több érintkezős csatlakozóval vannak ellátva, mellyel saját külső tápegységükhöz csatlakoznak. A nem professzionális típusok többnyire TS (6,3 mm-es jack) csatlakozóval vannak ellátva. 
A PC mikrofonok általában 3,5 mm-es (mini) monó jack-el csatlakoznak a számítógép hangkártyájához, vagy ugyanekkora méretű sztereó jack-et használnak. Gyakori az USB csatlakozó alkalmazása, amely egyúttal a tápellátást is lehetővé teszi.

## Impedancia
Mint minden elektronikus eszköz, úgy a mikrofon is rendelkezik e tulajdonsággal, mely kimeneti ellenállásként ismert.
Általánosságban az alacsony impedancia előnyösebb, mint a magasabb értékű. Három csoportba sorolhatjuk a mikrofonokat elektromos kimeneti ellenállás szerint:
- alacsony (200 ohm, vagy annál kisebb),
- közepes (200˗10.000 ohm között), és
- magas (10.000 ohm felett) impedanciájú.

A nagy ellenállású eszközök olcsóbbak, de ügyelni kell esetükben a kábel hosszúságára. Ez rendszerint 5˗10 méter közötti hosszt jelent, ettől eltérő esetben már jelveszteség léphet föl, főként a magasabb frekvenciák tartományában. Mivel nem csak a mikrofon rendelkezik kimeneti ellenállással, hanem a célberendezés is bemeneti ellenállással, így érdemes ehhez igazítani a használt mikrofont. Ha mikrofonunk alacsony impedanciájú, akkor közel azonos vagy magasabb értéket képviselő berendezéshez csatlakoztassuk. Amennyiben mikrofonunk magasabb ellenállású, jelveszteség léphet föl.

## Jelszintek
A mikrofonok minimális feszültséget adnak ki magukból működés közben. Ezt az értéket millivoltban mérik, és mikrofonszintűként (Mic level-ként) emlegetik. Ez a jel még gyenge ahhoz, hogy használható legyen, így fel kell erősíteni. Az így kapott jelet vonalszintűnek nevezik (Line level), mely rendszerint 0,775 - 1,55 V közötti névleges feszültségű. E jel előállítása több módon történhet. Ritkán a mikrofonban, beépített erősítő segítségével emelik a megfelelő szintre, vagy különálló mikrofon előerősítőt használnak, azonban gyakoribb, hogy a keverők, illetve azok a berendezések, melyekhez a mikrofon csatlakozik, saját maguk végzik el ezt a jelerősítést.

## Karakterisztikák

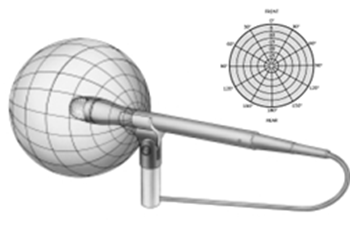
Gömb karakterisztika

A mikrofon iránykarakterisztikája adja meg, hogy a mikrofon milyen irányból érzékeny a hangokra.

### Egyszerű karakterisztikák

#### Gömbkarakterisztika
Nyomásmikrofonok. Az ilyen mikrofonok a tér minden irányából közel azonosan érzékelik a hangokat. Jól használható például, amikor asztalnál lévő társaság beszélgetésének a felvételéhez: egy gömbkarakterisztikájú mikrofont az asztal közepére helyezünk. Azonban leginkább környezeti zajok, hangok rögzítésére ideális, hiszen a hang bárhonnan érkezik, az mindenkor rögzítésre kerül. Mozgó forrásból származó hangok esetében is megfelelő lehet. Minimális hátránya, hogy a rögzített hang egységgé alakul, fókuszálatlan formában, így a más˗más irányból érkező hangokat nem lehet elválasztani egymástól. Rádió stúdiókban kerekasztal beszélgetésekhez is kiváló, mivel a teremben lévő összes beszélőt hallani rajta keresztül.

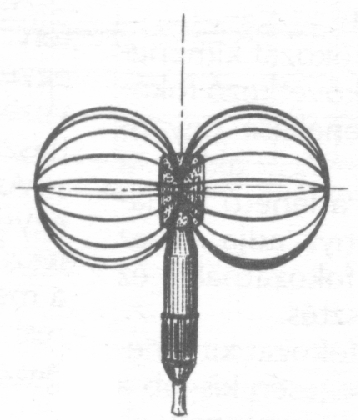
Nyolcas karakterisztikájú mikrofon rajza

#### Nyolcas karakterisztika
Sebességmikrofonok. Az ilyen mikrofonok érzékelőjének metszete egy nyolcas számjegyre hasonlító alakot mutat. Ebből adódóan két különböző irányból érkező hangokra érzékeny. Az ilyen mikrofonok leginkább emberi beszéd rögzítésére használhatók. A legtöbb rádió stúdióban használt kondenzátor beszédmikrofon ilyen karakterisztikával is rendelkezik. A nyolcas karakterisztika jellemzője a közeltéri hatás (proximity effect), amelynél a mikrofont közelítve a hangforráshoz, egyre jelentősebb mélyfrekvenciás emelés lép fel.

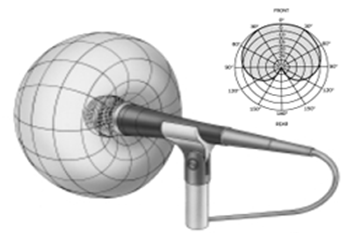
Vese karakterisztika

### Összetett karakterisztikák

#### Vese (kardioid) karakterisztika
A mikrofon érzékelőjének síkbeli metszete szív alakot formál, innen ered az elnevezés is. Főként egy irányból érzékenyek. Mivel a többi irányból kevésbé érzékenyek, jól kiszűrik a külső zajokat.

#### Szupervese karakterisztika
Nyújtott vese karakterisztikával rendelkeznek. Oldalsó hátsó irányból kicsi az érzékenységük, azonban a hátulról érkezőkre kis mértékben érzékenyek. Jó elhelyezés esetén a színpadon lévő lábmonitorokból érkező jelre emiatt nem érzékenyek, ezáltal csökkentve a gerjedés valószínűségét.

#### Puskamikrofonok

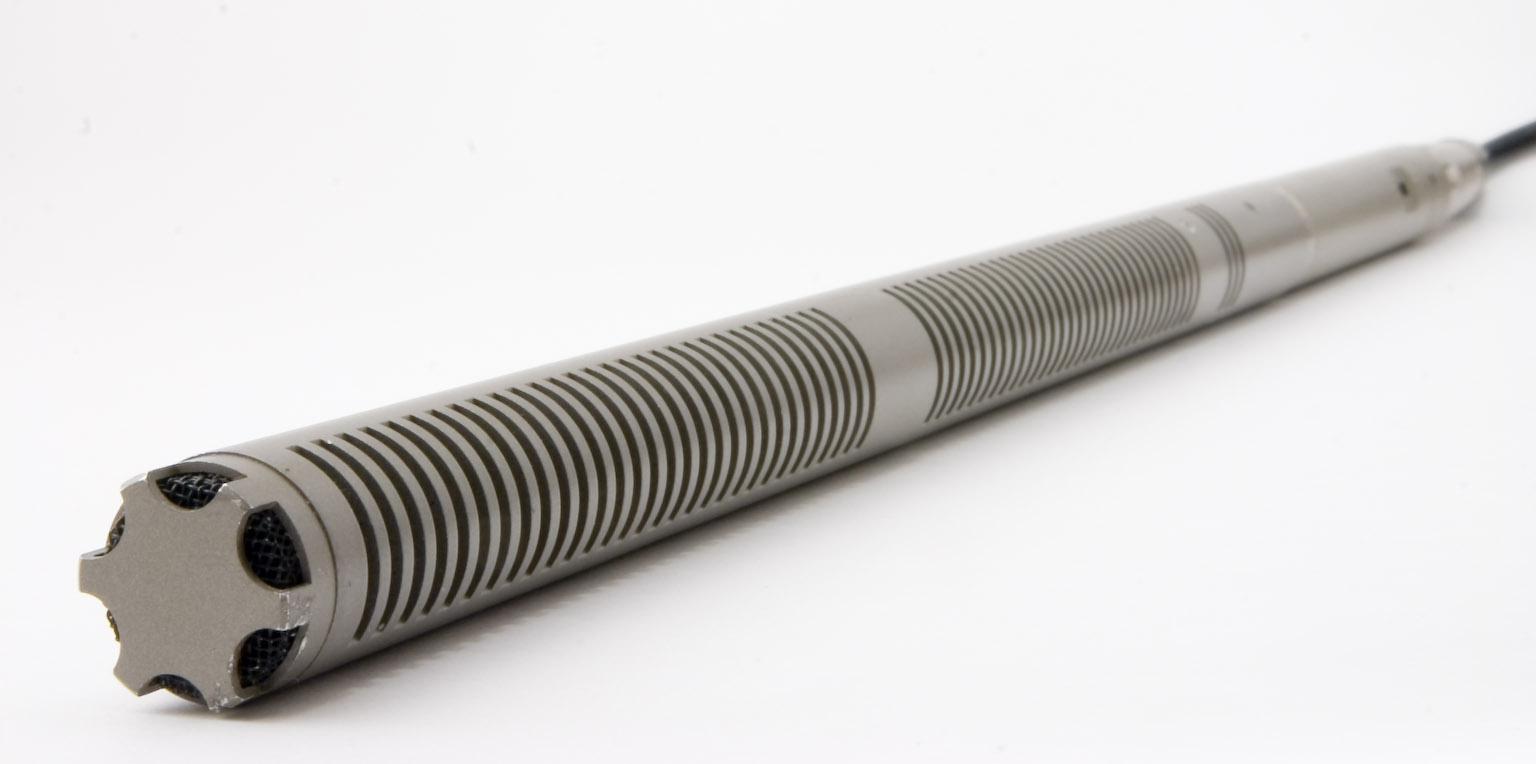
Puskamikrofon

A nagyon éles nyalábolású mikrofont puskamikrofonnak nevezik, mert általában nagyobb távolságból, a hangforrást „megcélozva” történik a felvétel. Erősen egy irányból veszi a hangot. Használható például erdőben madárhangok felvételére. Ezeknek a mikrofonoknak hosszabb házuk van, oldalán réseléssel, a mikrofon kapszula pedig a cső végén van. A csőben kialakuló irányfüggő hulláminterferencia teszi lehetővé, hogy az oldalról beeső hanghullámokból minél kevesebb jusson el a membránig.

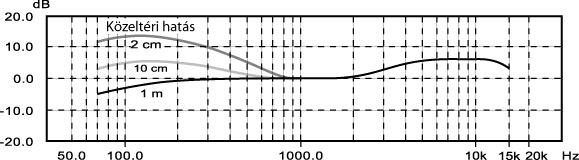
Közeltéri hatás

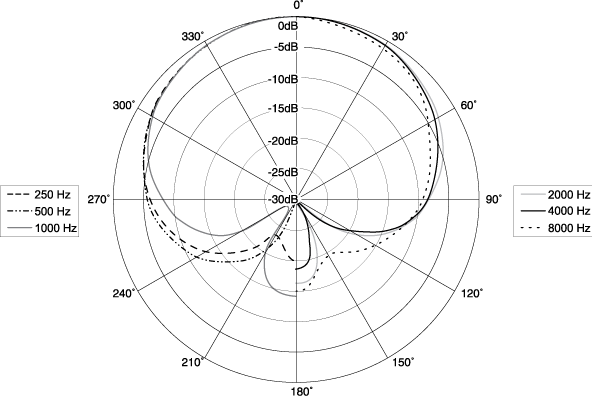
Frekvencia függő karakterisztika

### A karakterisztika frekvenciafüggése
A mikrofonok iránykarakterisztikája frekvenciafüggő, ugyanúgy, mint a hangforrás sugárzási karakterisztikája. A karakterisztika nyalábolási szöge (a mikrofon tengelyétől mért szöge) az, amelyen belül a mikrofon érzékenysége, vagyis a leadott feszültség megfelelő nagyságú. Növekvő frekvenciával a nyalábolási szög csökken. Ezért a mikrofonok több, más˗más frekvencián mért karakterisztikával jellemezhetőek.
A mikrofonok frekvencia átvitele térjellemzőktől is függ, mégpedig attól hogy milyen közel van az adott hangforrás a mikrofonhoz. Amikor a membrántól már alig 2 centire van a hangforrás, akkor a közeltéri hatás igen jelentős mértékű mélykiemelést okoz. A következő ábrán egy általános célú Behringer mikrofon karakterisztikája látható, ahol észrevehető, hogy 100Hz környékén 20 dB a jelszint különbség az ideális frekvenciamenethez képest.